# Heliothela ophideresana
Heliothela ophideresana — вид бабочек из семейства огнёвки-травянки. Размах крыльев около 15 мм.
Научное название этого вида была впервые опубликована в 1863 году Уокером.
Синонимы
- Orosana ophideresana Walker, 1863
- Heliothela kruegeri Turati, 1926
- Heliothela pusilla Butler, 1889
- Heliothela ophideres

## Ареал
Это широко распространенный вид, который обосновался в Южной Африке, Ливии, Малави, Намибии, Нигерии, Мадагаскаре, Танзании, Саудовской Аравии, Йемене, Омане, Объединённых Арабских Эмиратах, Индии, Шри-Ланке, Афганистане и в Австралии, где он был пойман в Квинсленде..